# Hanseatic (Schiff, 1964)
Die Hanseatic war ein Passagierschiff der Hamburg-Atlantic-Linie. Sie war das zweite Passagierschiff mit diesem Namen und wurde ursprünglich 1964 unter dem Namen Shalom in Dienst gestellt.

## Geschichte

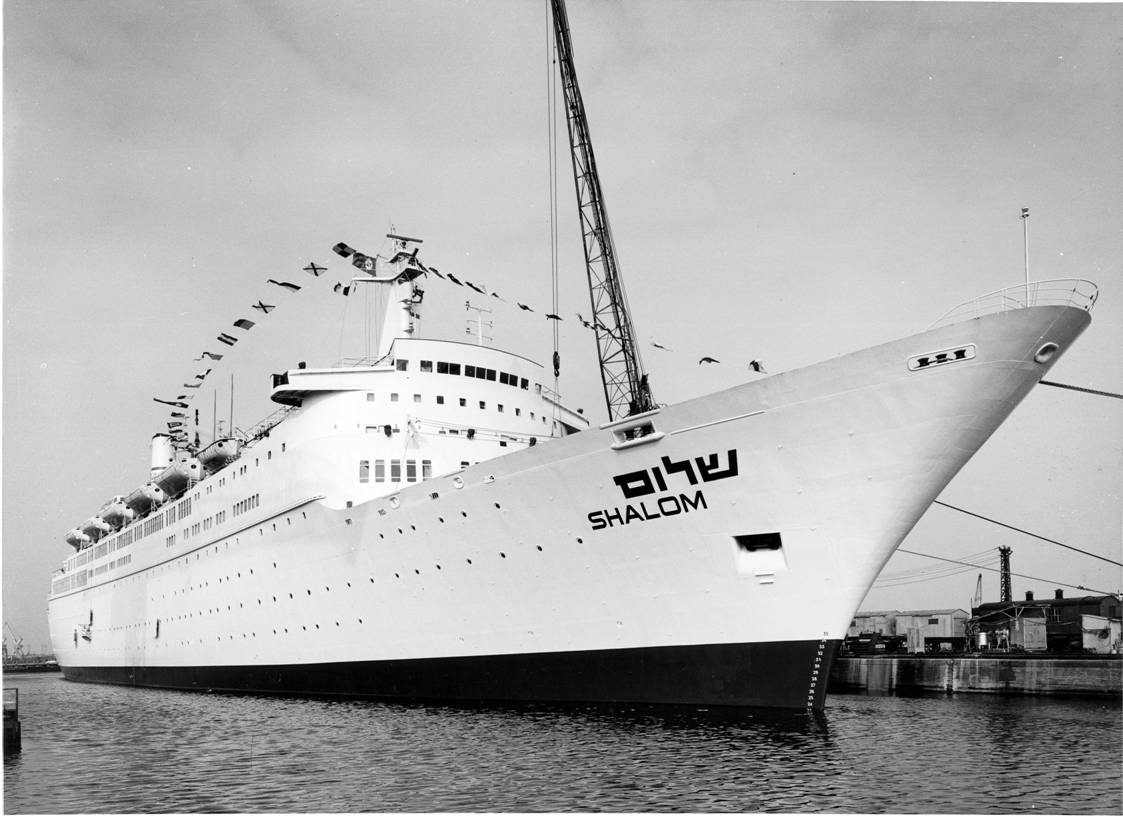
Als Shalom (1964)

Das Schiff wurde 1962 unter der Baunummer Z21 auf der Penhoët-Werft der Chantiers de l’Atlantique im französischen Saint-Nazaire gebaut und Anfang 1964 unter dem Namen Shalom an das israelische Unternehmen Zim Israel Navigation Co abgeliefert.
Am 26. November 1964 war die Shalom in einen Schiffsunfall verwickelt: Nachdem sie mit dem norwegischen Tanker Stolt Dagali kollidiert war, brach dieser auseinander und sank.
1967 erwarb die Hamburg-Atlantic-Linie das Schiff, benannte es um in Hanseatic und setzte es als Ersatz für die 1966 durch einen Brand zerstörte namensgleiche Vorgängerin ein. Nach deren Ende wechselte sie ab 1973 mehrfach den Eigentümer und den Namen: Zunächst wurde sie in Doric, 1981 in Royal Odyssey, 1991 in Regent Sun und zuletzt 1999 in Sun umbenannt. Als solche lag sie von 1999 bis 2001 in Freeport auf den Bahamas. Dann sollte sie zum Abwracken nach Indien geschleppt werden, sank dabei aber am Kap St. Francis vor der Küste Südafrikas in 5000 Meter Tiefe.

## Trivia
Das Schiff diente im Jahr 1968 als Kulisse und Drehort für die Fernsehserie Das Ferienschiff.